# Jatinegara
Jatinegara est un kecamatan (district) de Jakarta Est, une des cinq kota (municipalités) qui constituent Jakarta, la capitale de l'Indonésie.

Subdivisions de Jatinegara

Le district est divisé en 8 kelurahan ou communes :
- Bali Mester,
- Bidaracina,
- Cipinang Besar Utara,
- Cipinang Besar Selatan,
- Cipinang Cempedak,
- Cipinang Muara
- Kampung Melayu,
- Rawa Bunga.

## Histoire

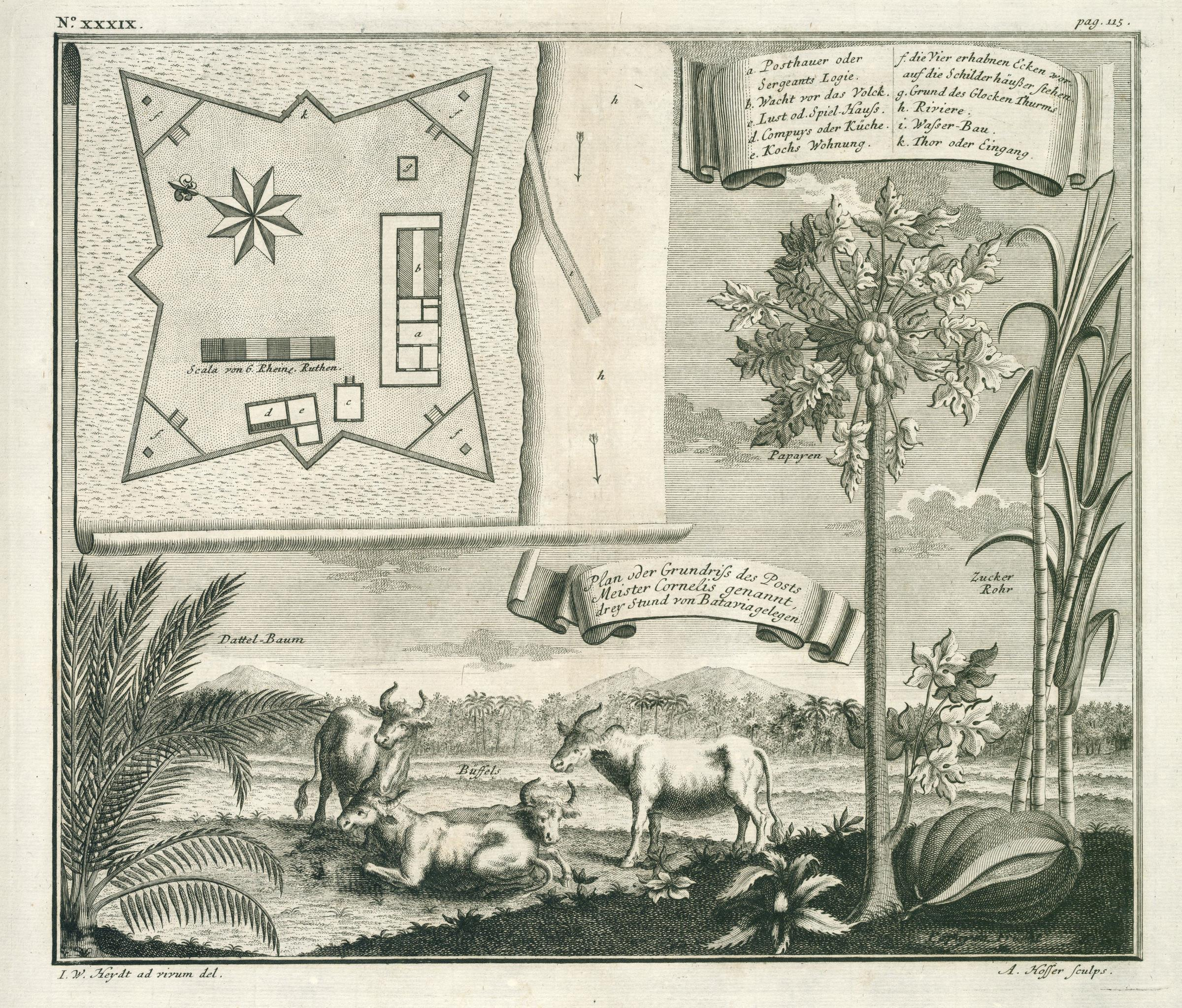
Plan de Meester Cornelis de 1744

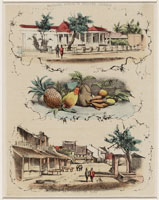
Gravures de Meester Cornelis

Au XVIIe siècle, la région à l'est de Batavia, fondée en 1619 par les Néerlandais de la VOC, est caractérisée par le développement de grandes propriétés terriennes. À l'époque un nommé Cornelis Senen, rejeton d'une riche famille de Lontar, une des îles Banda, s'y installe. Il y crée une école en 1635. En sa qualité de maître d'école mais également de chef du Kampung Banda ("village de Banda") de Batavia, il a droit au titre de "Meester". Senen obtient le droit d'abattage d'arbre sur les rives du Ciliwung. Le territoire de son immense propriété sera par la suite connu sous le nom de "Meester Cornelis".
Lors de la guerre anglo-néerlandaise de Java, Meester Cornelis est le siège d'une bataille qui contraint les troupes franco-néerlandaises à fuir à Semarang dans le centre de Java.
Meester Cornelis devient un satellite de Batavia. Dans le cadre de sa politique de décentralisation, le gouvernement colonial crée en 1925 la Regentschap Meester Cornelis, constituée de 4 kawedanan (subdivision aujourd'hui disparue) : Meester Cornelis proprement dit, Bekasi, Cikarang et Kebayoran (un autre quartier de Jakarta). En 1936, Meester Cornelis est rattachée à Batavia.
Sous l'occupation japonaise (1942-45), le nom de "Meester Cornelis", perçu comme trop "néerlandais", est changé en "Jatinegara". Après la proclamation de l'indépendance de l'Indonésie en 1945, le nom de l'ancienne Regentschap Meester Cornelis est simplement indonésianisé en Kabupaten Jatinegara. En 1950, à la demande de la population, le Kabupaten Jatinegara est de nouveau rebaptisé Kabupaten Bekasi. En 1960, le chef-lieu, qui était encore à Jatinegara, est transféré dans la ville de Bekasi.

## Événement
C'est à Jatinegara, dans le kelurahan de Kampung Melayu, qu'a eu lieu l'attentat de Jakarta du 24 mai 2017, qui a fait cinq morts et onze blessés.

## Personnalités

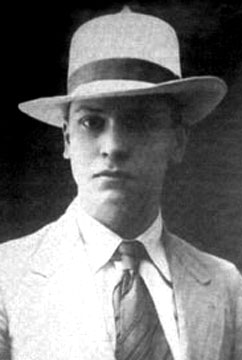
Edgar du Perron vers 1920

L'écrivain néerlandais Edgar du Perron est né à Jatinegara.

## Galerie

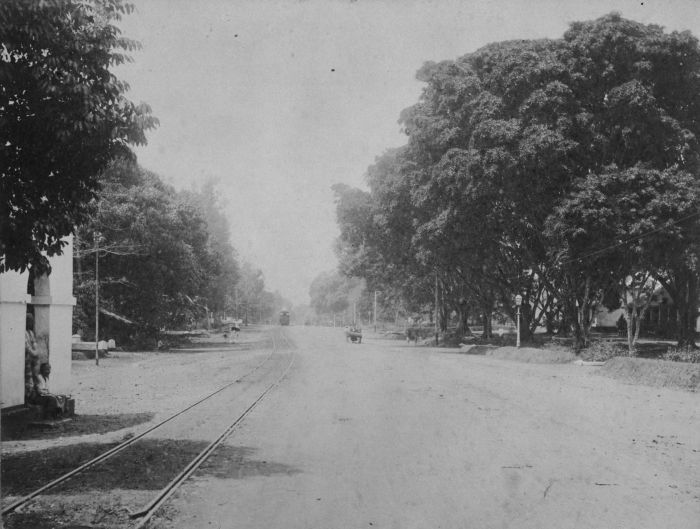
L'avenue principale de Meester Cornelis à la fin du XIXe siècle
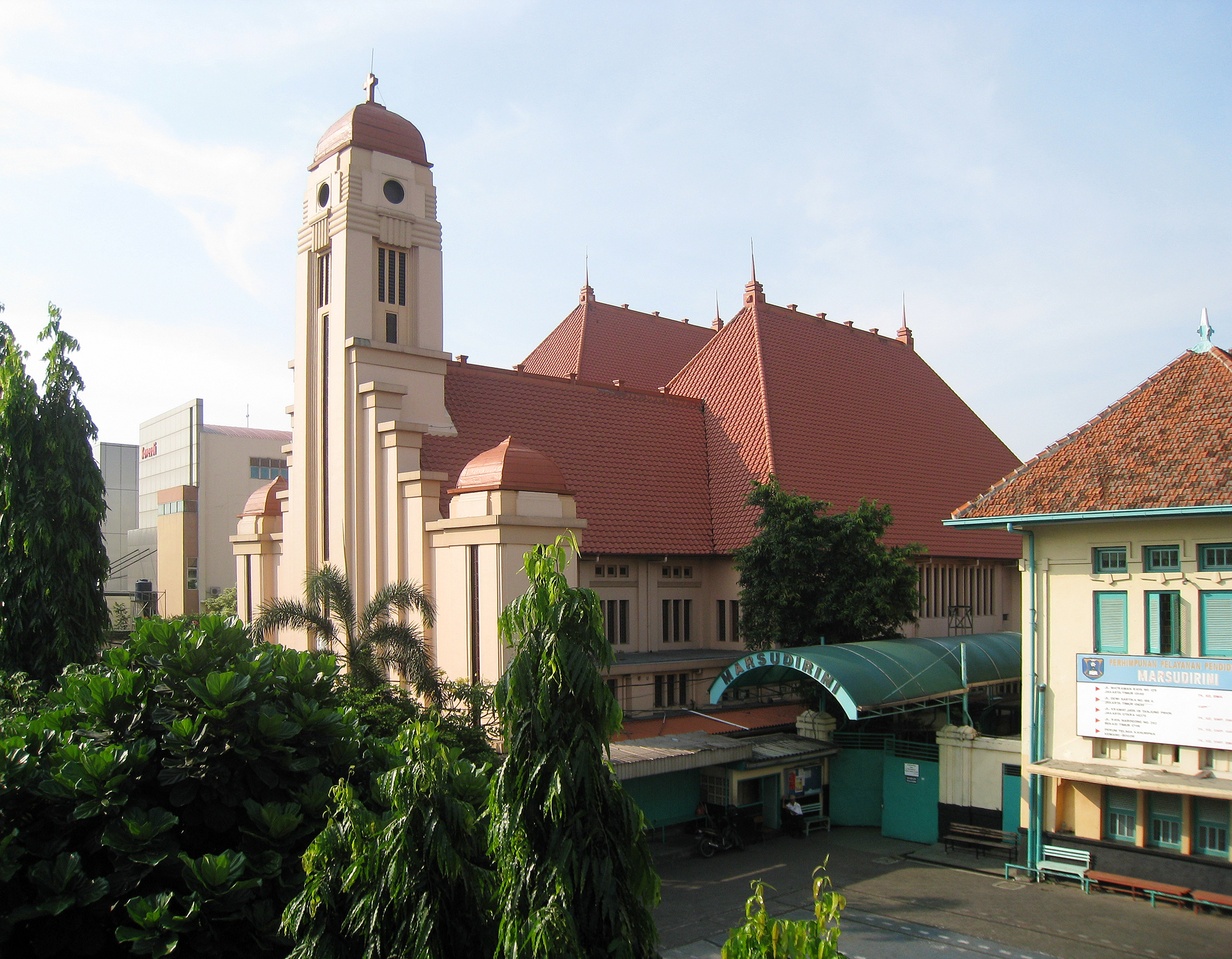
L'église Saint-Joseph
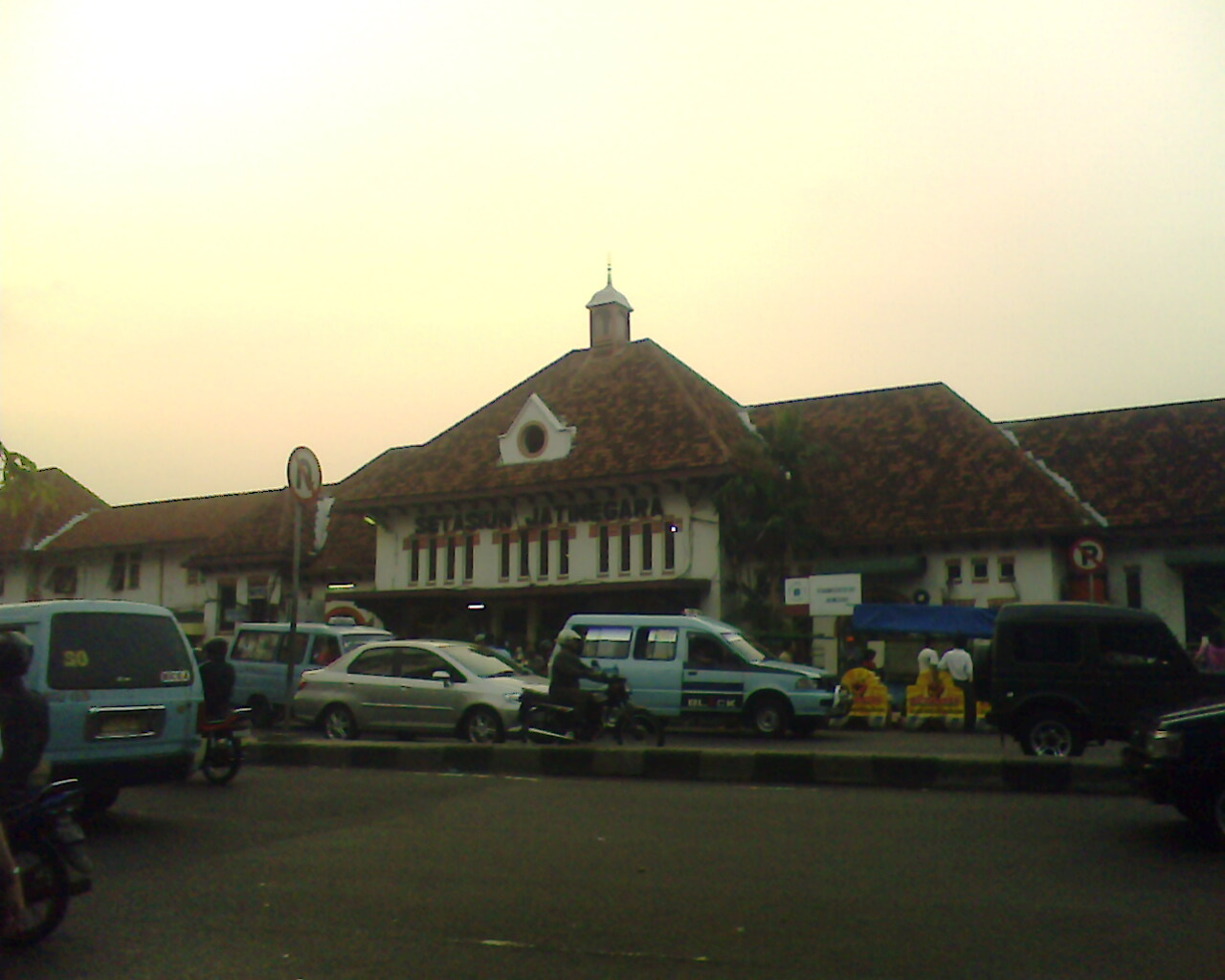
La gare de Jatinegara
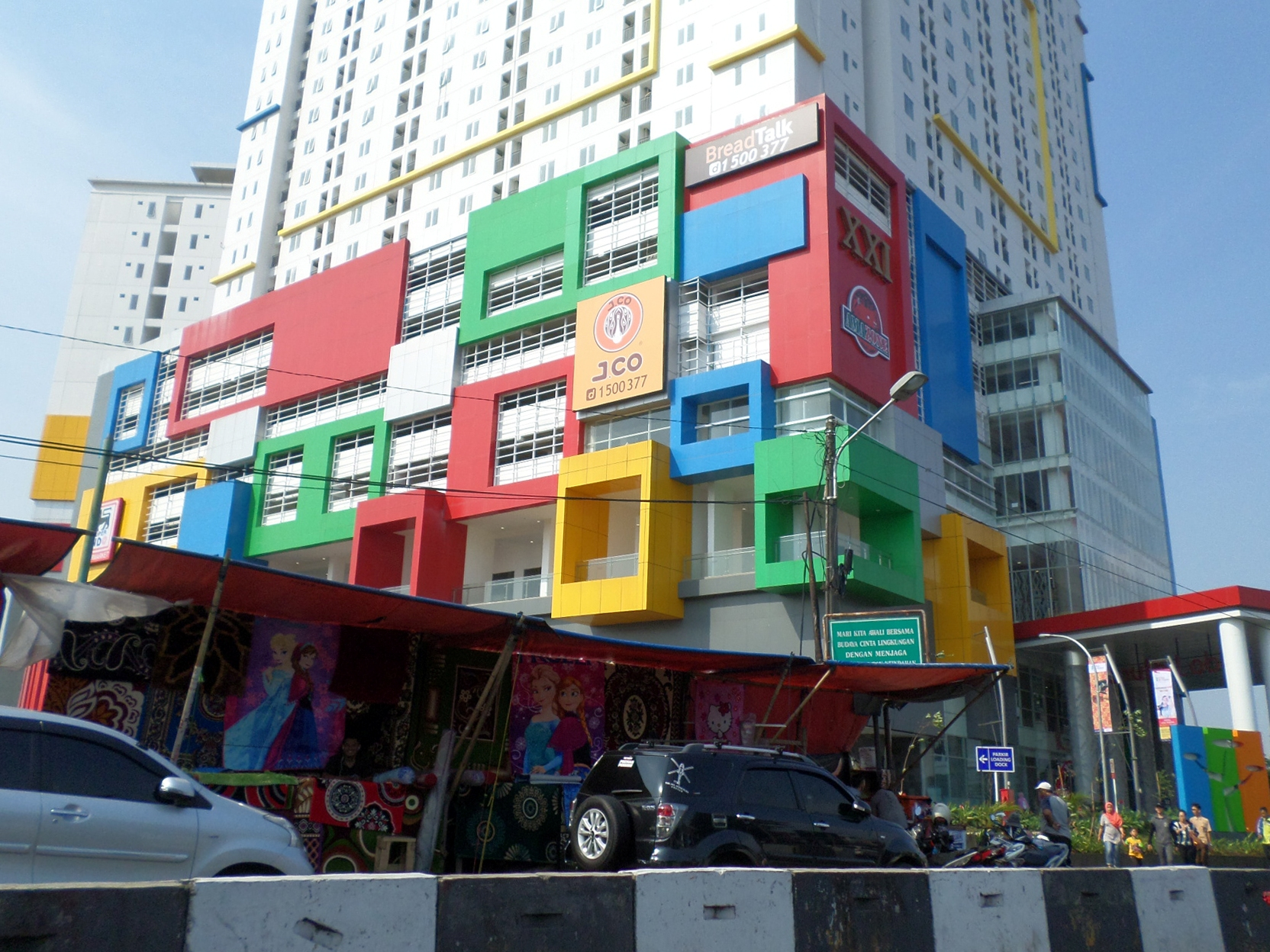
Le centre commercial Bassura